# Walter Gottschalk (Romanist)
Walter Karl Gustav Gottschalk (* 27. Oktober 1894 in Stift Berg (Herford); † 29. August 1969 in Leverkusen) war ein deutscher Romanist, Autor und Verleger von Büchern und Lehrwerken für Schule und Universität vorwiegend sprachpraktischen Charakters. Sein Interesse galt besonders der Idiomatik, Synonymik und Lexik des Neufranzösischen.

## Leben
Walter Gottschalk studierte in Lausanne, Leipzig und Gießen Französisch, Englisch und Deutsch, promovierte 1921 in Gießen bei Kurt Glaser (1880–1946) über Lat. "audire" im Französischen (Gießen 1921) und habilitierte sich 1927 ebenda mit der Arbeit Die humoristische Gestalt in der französischen Literatur (Heidelberg 1928). Er lehrte als Dozent ab 1927 zuerst in Gießen, ab 1933 als nicht planmäßiger außerordentlicher Professor, dann (als Nachfolger von Fritz Schalk, der den nationalsozialistischen Machthabern nicht genehm war und nach Köln versetzt wurde) von 1937 bis 1945 in Rostock als planmäßiger außerordentlicher Professor. Ab 1934 gab er den französischen und englischen Teil des Literaturblatts für germanische und romanische Philologie heraus. Er beantragte am 12. Oktober 1937 die Aufnahme in die NSDAP und wurde rückwirkend zum 1. Mai desselben Jahres aufgenommen (Mitgliedsnummer 5.863.202). Obwohl Gottschalk sich während der Zeit des Dritten Reiches als Parteimitglied nicht viel mehr exponierte als manche seiner Kollegen, die ihre Karriere nach dem Zusammenbruch unbeschadet weiterführten, wurde er im Dezember 1945 wegen NS-Belastung aus dem Universitätsdienst entlassen und erhielt auch keinen Ruf mehr an eine westdeutsche Universität. 1947 gründete er in Leverkusen-Schlebusch die Gottschalk’sche Verlagsbuchhandlung, die später mit dem Hueber Verlag kooperierte und heute von der Enkelgeneration als Buchhandlung Gottschalk weitergeführt wird, lehnte den Rückruf nach Rostock ebenso ab wie einen Ruf nach Greifswald, die beide nach 1945 in der sowjetisch besetzten Zone bzw. DDR lagen.
Gottschalk erarbeitete bzw. verlegte im Dienste einer frühen angewandten Sprachwissenschaft für Französisch, Englisch und Latein Wörterbücher, Schul- und Übungsbücher (Reihentitel: Neusprachliche Lese- und Übungshefte), sowie Studienbücher (Reihentitel: Sammlung praktischer Lehr- und Handbücher auf wissenschaftlicher Grundlage). Der Höhepunkt dieser Aktivität war das um 1960 zusammen mit Gaston Bentot begonnene und kurz vor seinem Tod erschienene Langenscheidts Großwörterbuch Deutsch-Französisch, das noch heute (2019) im Handel ist. Da die wissenschaftliche Beschäftigung mit dem Französischen zu Gottschalks Zeit vorwiegend historisch ausgerichtet war und sich die damaligen Lehrstuhlinhaber für romanische Philologie kaum um das Neufranzösische, geschweige denn um die realen Bedürfnisse der zukünftigen Gymnasiallehrer kümmerten, kommt seiner Tätigkeit als Lehrer und Autor gerade für diese Sprache eine Sonderstellung zu.

## Werke (Auswahl)
- Lateinisch "audire" im Französischen, Gießen 1921
- Französische Synonymik für Studierende und Lehrer. 1.Teil Synonymisches Lehrbuch, Heidelberg 1925, Leverkusen 1950, 5. Auflage München 1968, 6. Auflage neu bearb. von Hartmut Kleineidam, München 1972
- Fehlerhafte französische Einzelsätze, zur Korrektur in den praktischen Übungen der Universitätsseminare, Heidelberg 1928, 2. Auflage Düsseldorf/Leverkusen 1948
- Deutsche und französische Einzelsätze zur Einübung der wichtigsten französischen Synonyma. (Neusprachliche Lese- und Übungshefte 7),  Leverkusen 1952. 6. Auflage 1956
- Weitere deutsche Übungssätze zur französischen Synonymik. (Neusprachliche Lese- und Übungshefte,  Anhang), Leverkusen 1954. 2. Auflage 1957
- Die Wiedergabe der deutschen Präpositionen im Französischen. Ein Hilfsbüchlein für den Universitäts- und Schulunterricht, Heidelberg 1928, 2. Auflage u.d.T. Die französischen Präpositionen, Düsseldorf 1948, zuletzt München 1971
- Die sprichwörtlichen Redensarten der französischen Sprache. Ein Beitrag zur französischen Stilistik, Kultur- und Wesenskunde, 2 Bde., Heidelberg 1930
- Französische Schülersprache, Heidelberg 1931
- Die bildhaften Sprichwörter der Romanen, 3 Bde., Heidelberg 1935–1938
- (mit Heinz Weinert) Deutsch-lateinisches Schulwörterbuch. Lateinisch-deutsches Schulwörterbuch, 2 Bde., Düsseldorf 1948–1949
- (mit Léon Desdouits) Grands hommes-petites histoires. Première partie. (Neusprachliche Lese- und Übungshefte 5), Leverkusen, 1950. 3. Auflage 1958
- (mit Gaston Bentot) Grands hommes-petites histoires. Seconde partie. (Hubers fremdsprachliche Texte 164), München 1961
- Kurzgefasste französische Schulsynonymik, Leverkusen 1952, später u.d.T. Französische Schulsynonymik, 9. Auflage München 1967
- (mit Hans-Wilhelm Klein) Deutsch-französisches Wörterbuch, Leverkusen 1952
- Autour du Substantif français. Grammatisch-stilistisches Übungsbuch, Leverkusen 1952
- (mit Claude Becquelin) Exercices sur l'emploi de l'article en français, München 1960
- (mit Ronald Taylor) A German-English Dictionary of Idioms. Idiomatic and figurative German expressions with English translation, München 1960, zuletzt München 1984
- (Hrsg. mit Gaston Bentot) Langenscheidts Großwörterbuch Französisch. Teil II Deutsch-Französisch. Völlige [5.] Neubearbeitung 1968, Berlin/München/Zürich 1968 (verantwortlich für A-K)